# 코르시코
코르시코(Corsico, 밀라노어: Còrsich)는 이탈리아 롬바르디아주 밀라노도에 있는 코무네로, 남서쪽으로 밀라노와 접한다.
코르시코는 1987년 7월 22일 대통령령으로 명예 도시 지위를 받았다. 코르시코는 코르시코역이 서비스를 제공한다.

## 국제 관계

### 자매 도시
코르시코는 다음과 자매결연을 맺었다.
- 말라코프, 프랑스, 1970년부터
- 마타로, 스페인, 1993년부터
- 산조반니아피로, 이탈리아, 2015년부터